# Amstrad CPC 464

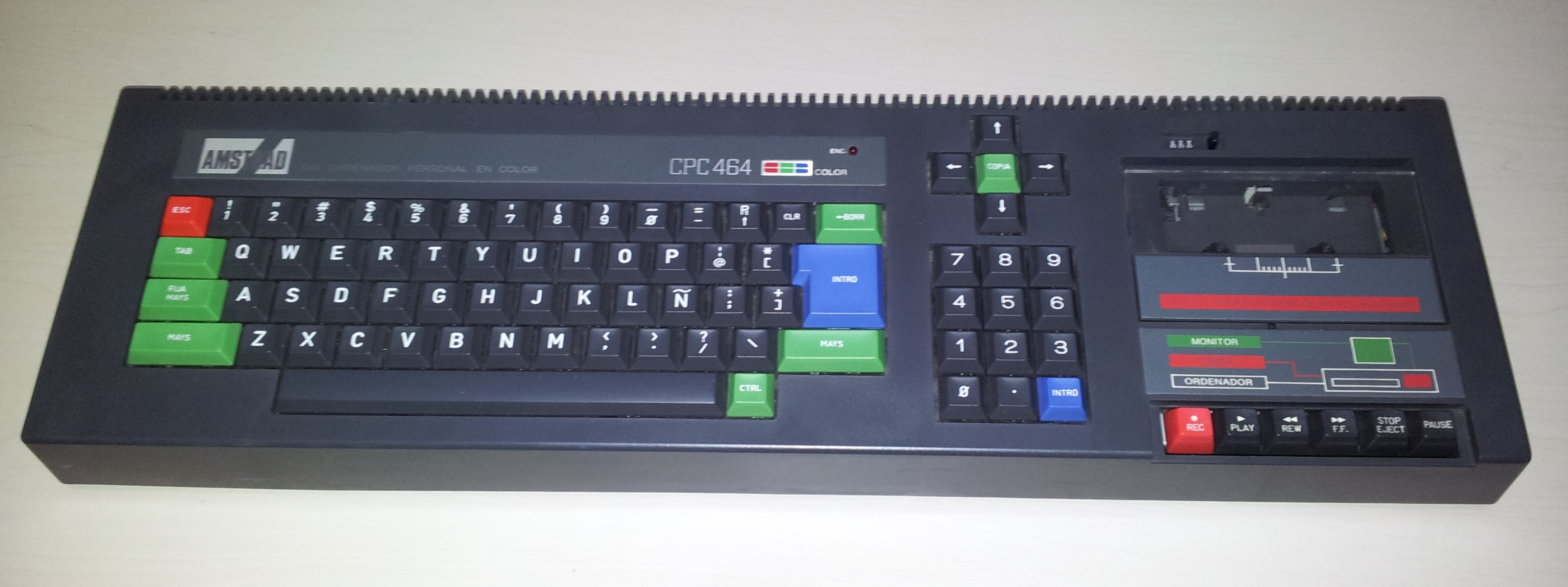
Amstrad CPC 464

Amstrad CPC 464 je počítač z rodiny počítačů Amstrad CPC. Jedná se o první počítač z této řady. Počítač existuje i ve vylepšené verzi označené jako Amstrad 464plus (u označení plusové řady nebyla používaná zkratka CPC). Kvůli podmínkám na španělském trhu v době uvedení počítače na trh se počítač vyráběl ve speciální variantě pro tento trh ve variantě označované jako Amstrad CPC 472.

## Grafika
Počítač má tři grafické režimy
- 160 x 200, 16 barev,
- 320 x 200, 4 barvy,
- 640 x 200, 2 barvy.

Počítač má nastavitelnou barevnou paletu, je možné nastavit, které barvy jsou aktuálně používány. Stejně tak je možné nastavit barvu okraje. Teoreticky je možné vybírat z palety 32 barev, fakticky je barev pouze 27, zbývající jsou pouze duplikáty v paletě již existujících barev. Barvy jsou určeny nastavením jednotlivých složek RGB, kdy každá složka je buď vypnutá, zapnutá s poloviční intenzitou nebo zapnutá s plnou intenzitou.
Amstrad 464plus má barevnou paletu o rozsahu 4096 barev, kdy intenzita každé složky RGB může být nastavena na jednu z 16 možných intenzit. Amstrad 464plus má navíc podporu sprajtů, scrollování a rozdělování obrazu.

## Technické informace
- procesor: Z80A, taktovací frekvence 4 MHz,
- paměť RAM: 64 KiB,
- paměť ROM: 32 KiB,
- hudební čip: AY-3-8912,
- paralelní port pro tiskárnu,
- port pro digitální joysticky.

V prvních návrzích byl počítač navrhován s procesorem 6502, ke změně na procesor Z80 došlo až v průběhu vývoje.
K počítači je možné připojit dva joysticky prostřednictvím jediného konektoru. K připojení dvou joysticků je tak nutné buď použít rozdvojovací kabel nebo v případě digitálního joysticku joystick JY-2, který obsahuje konektor pro připojení druhého joysticku.
Amstrad 464plus má navíc ještě port pro analogové joysticky. Má také zvláštní konektor pro druhý digitální joystick, nicméně připojení dvou joysticků do jednoho konektoru jako u CPC 464 je také možné.

### Stránkování paměti
Protože procesor Z80 umožňuje adresovat pouze 64 KiB paměti, je celá paměť o velikosti 96 KiB rozdělena na stránky o velikosti 16 KiB, do kterých se v případě potřeby připíná paměť ROM místo paměti RAM.
Od adresy 0 do adresy 16383 je možné připojit jednu stránku paměti ROM (ROM D), druhou část paměti ROM (ROM H) je možné připojit od adresy 49152 do adresy 65535. Technicky je umožněna existence až 256 stránek paměti ROM H připojitelných od adresy 49152, které mohou být využity periferiemi.
|  | 65535 49152 | RAM | ROM H |
|  | 49151 32768 | RAM |       |
|  | 32767 16384 | RAM |       |
|  | 16383 0     | RAM | ROM D |

Ke stránkování paměti je použity porty 7Fxx a DFxx (šestnáctkově). Port DFxx slouží k nastavení čísla stránky ROM H připojované do paměťového prostoru od 49152 do 65535. Význam jednotlivých bitů hodnoty odeslané na port 7Fxx je následující:
| 7 | 6 | 5 | 4                | 3                                        | 2               | 1                           | 0                           |
| 1 | 0 |   | řízení přerušení | připojení ROM do prostoru 49152 až 65535 | připojení ROM D | nastavení grafického režimu | nastavení grafického režimu |

Videopaměť může být umístěna do kterékoliv části paměti.

### Nastavení barvy okraje a barevné palety
Nastavení barvy k příslušnému barevnému indexu a nastavení barvy okraje se provádí pomocí portu 7Fxx (stejný port jako pro stránkování paměti a výběr grafického režimu).
| 7 | 6 | 5 | 4                                                                      | 3 | 2 | 1 | 0 |
| 0 | 0 |   | 0 – nastavení barvy barevnému indexu 1 – nastavení barvy okraje obrazu | při bit 4 = 0: výběr nastavovaného barevného indexu při bit 4 = 1: při volbě barvy okraje ne hodnotě nezáleží | při bit 4 = 0: výběr nastavovaného barevného indexu při bit 4 = 1: při volbě barvy okraje ne hodnotě nezáleží | při bit 4 = 0: výběr nastavovaného barevného indexu při bit 4 = 1: při volbě barvy okraje ne hodnotě nezáleží | při bit 4 = 0: výběr nastavovaného barevného indexu při bit 4 = 1: při volbě barvy okraje ne hodnotě nezáleží |
| 0 | 1 |   | přiřazení barvy nastavenému barevnému indexu, resp. okraji obrazu      | přiřazení barvy nastavenému barevnému indexu, resp. okraji obrazu                                             | přiřazení barvy nastavenému barevnému indexu, resp. okraji obrazu                                             | přiřazení barvy nastavenému barevnému indexu, resp. okraji obrazu                                             | přiřazení barvy nastavenému barevnému indexu, resp. okraji obrazu                                             |

### Používané porty
Počítač bez připojených dalších periférií sám o sobě využívá následující porty:
| šestnáctkově        | dekódování        | význam                                                                    |
| 7Fxx                | 01xxxxxx xxxxxxxx | stránkování paměti, nastavení grafického režimu, nastavení barevné palety |
| BCxx – BFxx         | x0xxxxAA xxxxxxxx | ovládání generátoru obrazu                                                |
| DFxx                | xx0xxxxx xxxxxxxx | stránkování paměti                                                        |
| EFxx                | xxx0xxxx xxxxxxxx | paralelní port                                                            |
| F4xx – F7xx         | xxxx0xAA xxxxxxxx | klávesnice, magnetofon, zvuk                                              |
| F8FF                |                   | programový reset periférií                                                |
| FADC-FADF FBDC-FBDF |                   | rezervováno pro sériový interface Amstrad Serial Interface                |

Pozn.: bity označené jako AA určují konkrétní port z daného rozsahu.
Rozšířené registry hardware počítače 464plus nejsou mapovány na porty, ale do paměťového prostoru do oblasti od adresy 32768 do adresy 49151.

### Rozšíření paměti
S příchodem počítačů Amstrad CPC 6128 vznikaly rozšíření paměti pro počítače Amstrad CPC 464 o 64 KiB, o 128 KiB až o 512 KiB. Připojování přídavné paměti vycházelo ze stránkování počítačů Amstrad CPC 6128. Výrobu těchto rozšíření paměti začala jako první firma DK'tronics.
|  | 65535 49152 | RAM | ROM H |       |       |       |   |        |
|  | 49151 32768 | RAM |       |       |       |       |   |        |
|  | 32767 16384 | RAM | RAM 0 | RAM 1 | RAM 2 | RAM 3 | … | RAM 32 |
|  | 16383 0     | RAM | ROM D |       |       |       |   |        |

Ke stránkování rozšířené paměti se používal port 7Fxx:
| 7 | 6 | 5                                | 4                                | 3                                | 2                         | 1                                | 0                                |
| 1 | 1 | vyšší tři bity čísla stránky RAM | vyšší tři bity čísla stránky RAM | vyšší tři bity čísla stránky RAM | aktivace rozšířené paměti | nižší dva bity čísla stránky RAM | nižší dva bity čísla stránky RAM |

## Amstrad CPC 472
Kvůli poplatkům za počítače s pamětí RAM 64 KiB na počítače dovážené do Španělska, vyráběl Amstrad speciální verzi počítače Amstrad CPC 464 pro španělský trh. Tato verze obsahovala navíc 8 KiB paměti RAM, která ale nebyla elektricky připojena, a počítač byl označován jako Amstrad CPC 472.